# Liste der Bodendenkmäler in Hiltenfingen
Auf dieser Seite sind die Bodendenkmäler in der schwäbischen Gemeinde Hiltenfingen zusammengestellt. Diese Tabelle ist eine Teilliste der Liste der Bodendenkmäler in Bayern. Grundlage ist die Bayerische Denkmalliste, die auf Basis des Bayerischen Denkmalschutzgesetzes vom 1. Oktober 1973 erstmals erstellt wurde und seither durch das Bayerische Landesamt für Denkmalpflege geführt wird. Die folgenden Angaben ersetzen nicht die rechtsverbindliche Auskunft der Denkmalschutzbehörde.

## Bodendenkmäler in Hiltenfingen
| Lage                            | Objekt | Akten-Nr.     | Bild           |
| ------------------------------- | --- | ------------- | -------------- |
| (Standort)                      | Grabhügel vorgeschichtlicher Zeitstellung.                                                                           | D-7-7830-0061 |                |
| (Standort)                      | Körpergräber des frühen Mittelalters.                                                                                | D-7-7830-0091 |                |
| (Standort)                      | Schanze mit Ringwall vor- und frühgeschichtlicher Zeitstellung.                                                      | D-7-7830-0092 |                |
| (Standort)                      | Straße der römischen Kaiserzeit.                                                                                     | D-7-7830-0093 |                |
| (Standort)                      | Siedlung vor- und frühgeschichtlicher Zeitstellung.                                                                  | D-7-7830-0095 |                |
| (Standort)                      | Siedlung vor- und frühgeschichtlicher Zeitstellung.                                                                  | D-7-7830-0096 |                |
| (Standort)                      | Siedlung vor- und frühgeschichtlicher Zeitstellung.                                                                  | D-7-7830-0097 |                |
| (Standort)                      | Siedlung vor- und frühgeschichtlicher Zeitstellung.                                                                  | D-7-7830-0139 |                |
| (Standort)                      | Siedlung vor- und frühgeschichtlicher Zeitstellung.                                                                  | D-7-7830-0142 |                |
| Augsburger Straße 3 (Standort)  | Mittelalterliche und frühneuzeitliche Befunde im Bereich der katholischen Pfarrkirche St. Silvester in Hiltenfingen. | D-7-7830-0175 | weitere Bilder |
| Augsburger Straße 41 (Standort) | Mittelalterliche und frühneuzeitliche Befunde im Bereich der katholischen Kapelle St. Leonhard in Hiltenfingen.      | D-7-7830-0176 | weitere Bilder |